# گوناماخی
گوناماخی (به لاتین: Gunnamakhi) یک منطقهٔ مسکونی در روسیه است که در شهرستان آگولسکی واقع شده‌است.